# L'Os libre
L'Os libre prend le relais de L'Os à Moelle, journal fondé en 1938 par Pierre Dac et présenté comme « l'organe officiel des loufoques ». Ce dernier le saborde le 31 mai 1940, à l'entrée des Allemands dans Paris.
L'Os libre paraît pour la première fois le 11 octobre 1945. Il n'aura pas le succès de son illustre devancier. Le dernier numéro (102) daterait du 15 octobre 1947 d'après la fiche consacrée à Pierre Dac (« L'Os Libre (102 numéros du 11 octobre 1945 au 15 octobre 1947 »). Le no  97 en grand format de 4 pages 43,5 cm x 61,8 cm date du mercredi 10 septembre 1947.